# Шандор Мугі
Шандор Мугі (угор. Sándor Mohy), підписувався Мо. (Дерцен, 23 березня 1902 — Клуж-Напока, 11 серпня 2001) угорський художник, професор університету, почесний громадянин Клуж-Напоки.

## Діяльність
Народився в 1902 році в Дерцені, син Шандора Мухі та Ержебета Ланчі. З 1910 року сім'я проживала в Сату-Маре, закінчив навчання в початковій школі в Державній школі, а середню школу - в реформатській гімназії Сату-Маре. Закінчивши університет, він взявся за різні випадкові роботи, в цей час переважно пов’язані зі скульптурою. Його талант виявив художник Ендре Літтецький із Сатмара, у якого він навчився техніці олійного живопису. 
Влітку 1924 і 1925 років він відвідав школу живопису в Надьбані з Яношем Пірком, де на нього зробили великий вплив картини Яноша Торми, Шандора Зіффера та Кароя Ференчі. У період з 1926 по 1929 рік він був студентом Школи образотворчих мистецтв у Клуж-Напоці, де здобув диплом з малювання. У 1929 році він взяв участь у виставці Офіційного салону в Бухаресті. З 1931 року він кілька років був викладачем у реформатській гімназії в Сату-Маре. У 1933 році він відкрив школу живопису в Сату-Маре у власній майстерні. Він одружився в 1936 році, і в цьому ж році він малював з Аурелем Паппом навколо Бая-Спріє. У 1937 році він переїхав до Деж, де його нарешті призначили вчителем середньої школи імені Андрія Муреняну. Тут він змінив своє ім'я з Шандор Мугі на Шандор Могі. У Деж організував безкоштовну школу живопису і протягом року влаштовував персональну виставку. З 1941 року він став членом Гільдії Міклоша Барабаша. У повоєнні роки він виступав на кількох спільних виставках зі своїми роботами. З 1949 по 1970 рік викладав на кафедрі живопису в Коледжі образотворчих мистецтв Іона Андрееску в Клуж-Напоці, а з 1967 року став проректором коледжу. У 1977 році в Бухарестському залі відбулася колекційна виставка, яка була представлена в таких містах: Бакеу, Яссі, Роман, Сфанту Георге, Тиргу Муреш, Клуж-Напока, Таргу Муреш. 
У 1981 році він видав свій щоденник майстерні при видавництві Dacia Book Publishing, який містить підбірку творів про сім’ю, юнацькі спогади, друзів, колег-художників та мистецтво. Він прожив майже сто років, малюючи останні тижні чи місяці. У 1999 році він став почесним громадянином Клужа. Його могила знаходиться у Клуж-Напоці.

### Творчість
- Még egyszer a könyvillusztrációkról. (Incze János Dés rajzai) Utunk, 1957/50
- Görbe tükör, (Karikatúrák a kolozsvári tartományi tárlatról). Új Élet, 1962/8
- Ars longa, vita brevis. Utunk 1972/19
- Festészetről. 1972. Korunk 1974/2
- Tegnapi kövek, mai utak. Előre, 1978. március 8.
- Petre Abrudan. Utunk, 1979/22.
- Műhelynapló, Dacia Könyvkiadó, Kolozsvár, 1981.